# Znam"janka
Znam"janka (in ucraino Знам'янка?) è una città ucraina (21 221 abitanti), nel distretto di Kropyvnyc'kyj, nell'oblast' di Kirovohrad. Ospita l'amministrazione della comunità territoriale di Znam"janka, una delle comunità territoriali dell'Ucraina.
Fino al 18 luglio 2020 Znam"janka costituiva una città di rilevanza regionale e fungeva da centro amministrativo del distretto di Znam"janka, sebbene non appartenesse al distretto. Come parte della riforma amministrativa dell'Ucraina, che ha ridotto a quattro il numero di distretti dell'oblast' di Kirovohrad la città è stata integrata nel distretto di Kropyvnyc'kyj.

## Storia
Znam"janka fu fondata nel 1869 come stazione ferroviaria, prese il nome da un vicino villaggio fondato nel 1730 da coloni provenienti dalla Russia centrale (oggi oblast' di Orël) fuggiti nel 1730 nel territorio dei cosacchi di Zaporižžja dalla persecuzione politica (oggi Znam"janka Druha)

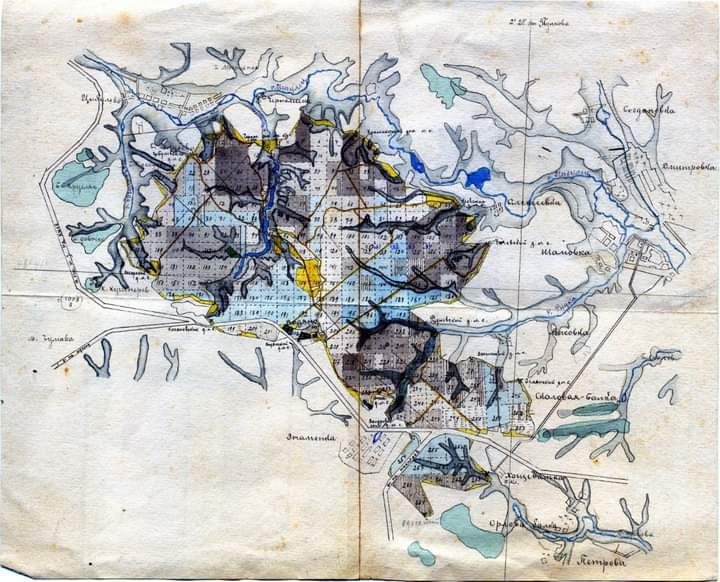
Mappa della fine del XIX secolo

Nel 1886 si contavano già 24 case private, un ricovero in terra battuta, luoghi di commercio ed una popolazione di 143 abitanti. Nel 1913 vivevano qui circa 6.000 persone.

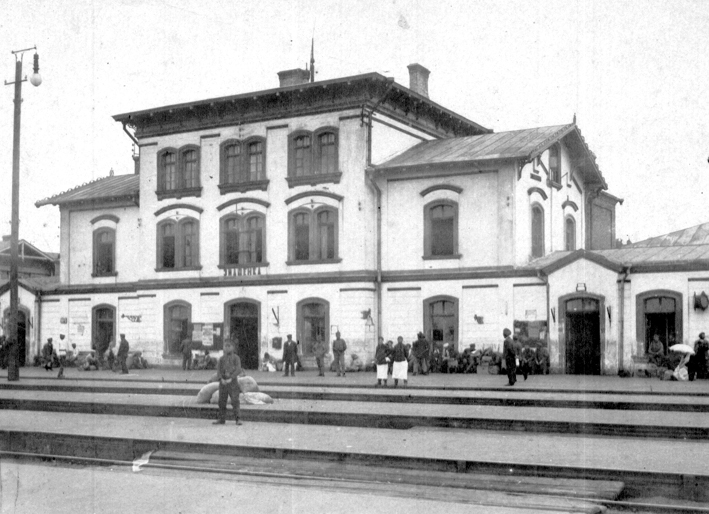
la vecchia stazione (1918), l'edificio fu distrutto dalle truppe sovietiche durante la Seconda Guerra Mondiale

Dopo il crollo dell'impero russo, l'inizio della Guerra sovietico-ucraina (1917-1921), la città era sotto il dominio della Repubblica Popolare Ucraina e della Repubblica di Holodnyj Jar. Nel 1920, l'esercito sovietico conquistò finalmente la città al terzo tentativo.

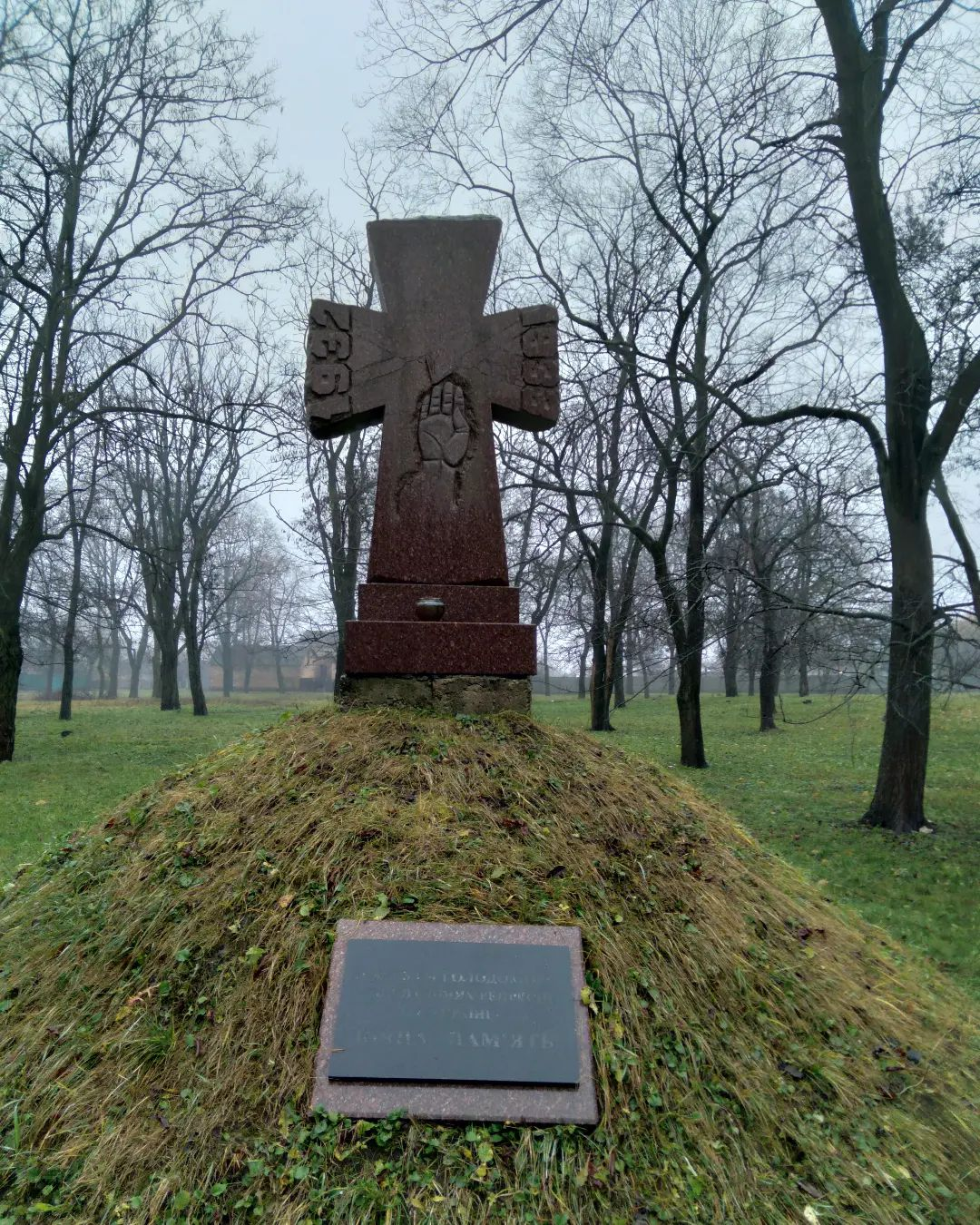
Monumento alle vittime dell'Holodomor

Durante l'Holodomor e le repressioni politiche morirono almeno 800 cittadini.

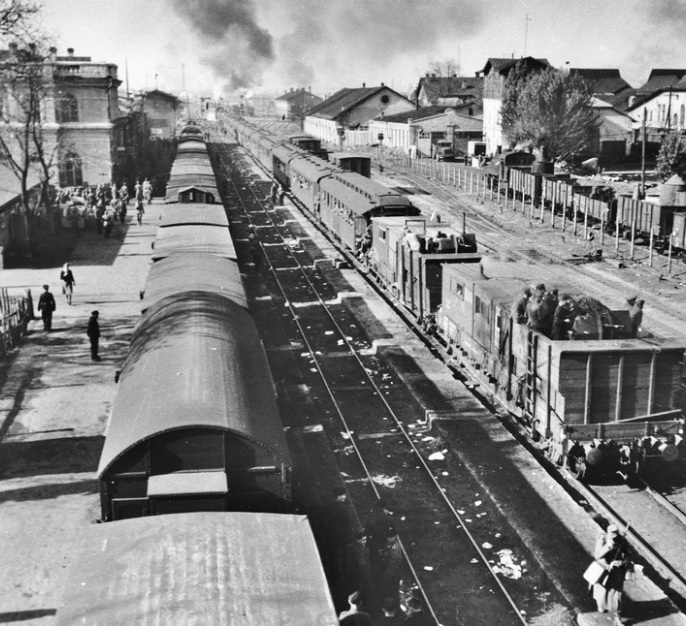
Treni tedeschi in città (1942)

Dopo la Seconda guerra mondiale nel 1952 fu costruita una nuova stazione ferroviaria, negli anni '60 furono costruiti edifici residenziali a cinque piani, nel 1977 il Palazzo Comunale della Cultura e negli anni '80 edifici residenziali a nove piani

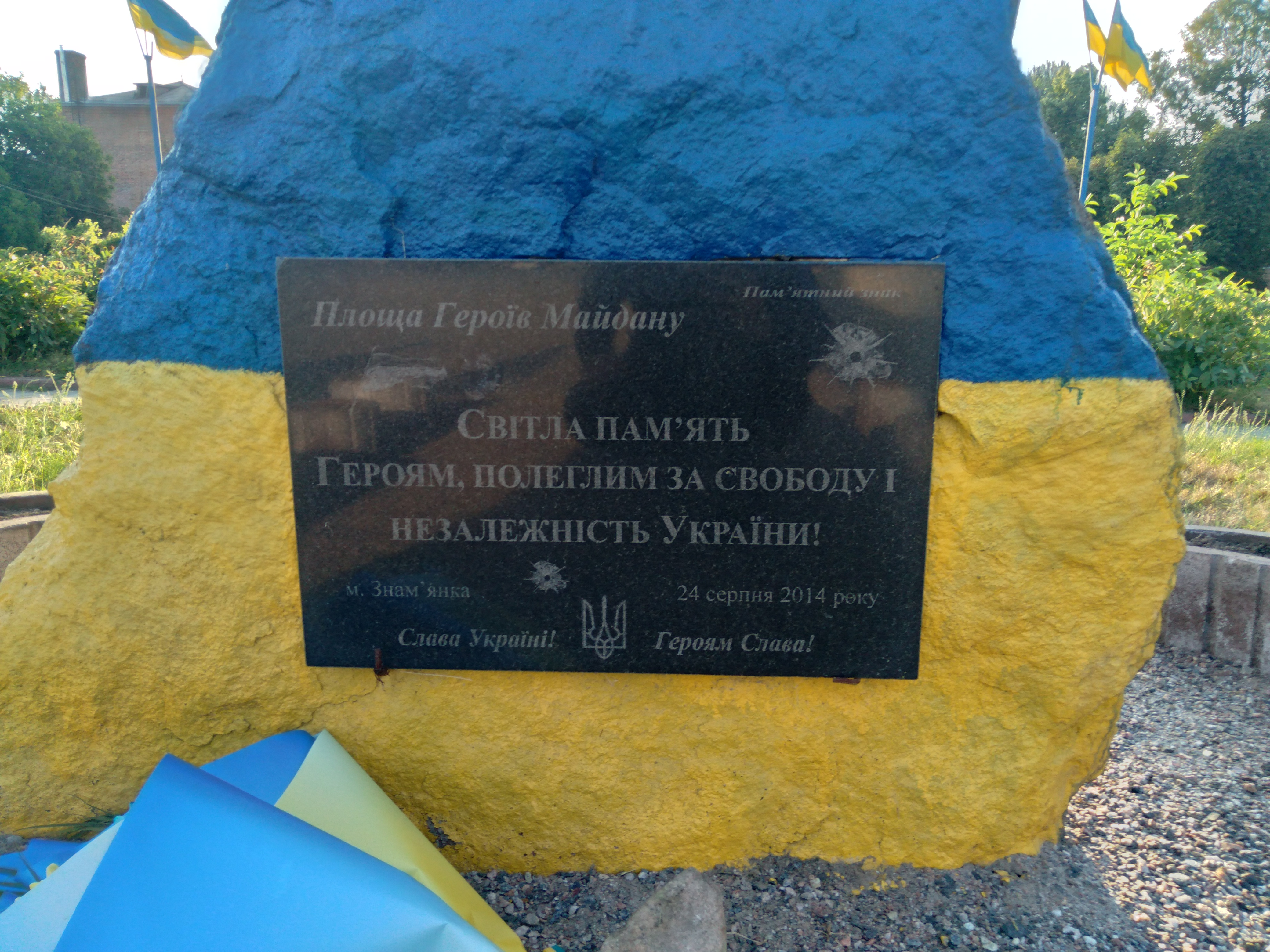
un monumento agli eventi di Euromaidan

Durante la guerra nel Donbass, più di mille abitanti della città presero parte alle ostilità, 12 morirono, la strada centrale prese il nome da uno di loro (Viktor Holiy).
Nel 2020, Znam"janka è diventata il centro della comunità urbana, che è subordinata a 1 città, un villaggio di tipo municipale - Znam"janka Druha, e 4 villaggi: Vodjane, Petrove, Sokil'nyky e Novooleksandrivka.
Durante l'invasione dell'Ucraina, Znam"janka divenne un rifugio per diverse migliaia di rifugiati provenienti dal sud-est del paese.